# اوستشوند ۶۷۹۷
سیارک ۶۷۹۷ (به انگلیسی: 6797 Ostersund، نامگذاری:1993FG25) شش هزار و هفتصد و نود و هفتمین سیارک کشف شده‌است که در ۲۱ مارس ۱۹۹۳ کشف شد.
قدر مطلق سیارک برابر ۱۲٫۱۰ است.